# Алексеевка 1-я (Колышлейский район)
Алексеевка 1-я — деревня в Колышлейском районе Пензенской области. Входит в состав Пограничного сельсовета.

## География
Деревня находится на расстоянии 14 километров к северо-востоку от районного центра, посёлка Колышлея, в верховье ручья Березовый.

## История
Основана во второй половине XVIII века дворянином Алексеем Матвеевичем Бекетовым. В 1795 году деревня состояла из 23 двора с 115 ревизских душ. После отмены крепостного права крестьяне выкупили у помещика землю в собственность. В 1877 году входила в состав Березовской волости Сердобского уезда, состояла из 94 дворов. В 1911 году в деревне работало земское одноклассное училище. После революции 1917 года центр сельсовета. В 195о-х годах входила в состав Саловского сельсовета, и являлась отделением колхоза «Доброволец».

## Население
| 2010 |
| ---- |
| 5    |